# Karolín
Karolín es una localidad del distrito de Kroměříž en la región de Zlín, República Checa, con una población estimada a principio del año 2018 de 252 habitantes. 
Se encuentra ubicada al noroeste de la región, al este de Praga, cerca de la orilla del río Morava —un afluente izquierdo del Danubio—, de la cordillera de Beskides moravo-silesios y de la frontera con las regiones de Moravia Meridional y Olomouc.